# Municipio Panamericano
El Municipio Panamericano es uno de los veintinueve municipios que forman parte del Estado Táchira en Los Andes de Venezuela. Su capital es la población de Coloncito. Tiene una extensión de 776 km² y su población para el censo del 2011 es de 32 180 habitantes.

## Historia
El municipio Panamericano fue fundado por Sixteen Panamericano. La historia de la adquisición de las tierras donde hoy se asienta este municipio se remonta al periodo colonial, específicamente al año 1657.
Según documentos del 13 de mayo de ese año, el origen de la propiedad territorial se encuentra en la compra de un extenso globo de tierra realizada por el cabildo de La Grita al rey de España. Esta transacción fue gestionada por el visitador don Diego de Bastos Sotomayor, enviado por la Real Audiencia de Bogotá en una visita de inspección a la región.

Ante la escasez de tierras y las solicitudes del cabildo de La Grita, el visitador accedió a vender una vasta extensión que, según los registros, abarcaba aproximadamente el 80 % del actual territorio del Estado Táchira. El acuerdo quedó registrado en los siguientes términos:
“Quedó asentado el precio de la composición en 500 patacones o quinientos pesos de a ocho reales, los cuales deberían hacerse efectivos en el plazo de un año, al tiempo que se le cedió al cabildo de La Grita y a sus vecinos todos los derechos reales.”
Este acto marcó el inicio del dominio legal sobre las tierras que siglos más tarde formarían parte del municipio Panamericano.
El 9 de enero de 1916 aparece por primera vez el nombre de Coloncito en un documento público. La protagonista de este acto fue Doña Mercedes Contreras de Chacón quien solicitó al Cabildo de la Grita que le concedieran nueve hectáreas de terreno, luego construyó el primer rancho y dejó asentado el nombre de Coloncito en el archivo del Concejo del Municipio Jáuregui. 
Desde entonces Coloncito ha mostrado etapas propias de un pueblo en formación.
La historia de Coloncito empieza el 9 de enero de 1916 en medio de un tumulto de animales de caza. El Río Umuquena y el Caño Real se perdían entre la selva lujuriante.
El nombre de Coloncito es un reto estampado en el trabajo de la esperanza.
En la selva donde hoy se asienta Coloncito, el cruce de caminos que venían del Puerto de la Madera y el Puerto Escalante a la ciudad del Espíritu Santo de La Grita, señalaba un hito en el horizonte de esas tierras vírgenes. Más acá, Umuquena, mantuvo un activo comercio con los productos derivados de su floreciente agricultura. El poblamiento de Coloncito comenzó con la tala de la montaña y su desarrollo con el paso de la carretera Panamericana.
Los años que han pasado han hecho que sus instituciones se aclimaten para el desarrollo de las actividades sociales, políticas, económicas y culturales que surgen con audacia y cumplen una tarea redentora. Coloncito no posee un documento o certificado de fundación. Solo la acción y el pensamiento de Doña Mercedes Contreras de Chacón de bautizar su fundo con ese nombre e impulsar en silencio la obra colonizadora, dejando en ese mundo el perfil de su fe y la hazaña remota llena de anhelos e ilusiones.
Los colonos que levantaron posteriormente sus viviendas llegaron de la Aldea Umuquena, atraídos por la fecundidad de las tierras. Primero el punto talado deja el nombre entre el follaje y bajo el cielo cálido. Más tarde, el caserío y luego la aldea en una pequeña agrupación de casas se asienta con la obsesión de ampliar sus dominios.
La ciudad surgiría cuando las corrientes inmigratorias comenzaron a sembrar las casas desde el 9 de enero de 1916 hasta el 25 de noviembre de 1953 echando sus raíces en una aspiración espiritual y moral.
El Municipio se llenó de emoción el 16 de enero de 1959. Las diversas rutas se cubrieron de haciendas, determinando nuevas actividades y modalidades económicas. El azul violento de la montaña retrata a Coloncito, que contempla el paso del sol y las luminarias del relámpago del Catatumbo, que a diario “se produce alternativamente en dos puntos del cielo, cercanos al horizonte y entre negros nubarrones, no le da descanso a la noche sobre el Lago, y es un espectáculo imponente el de aquella ira silenciosa, resto acaso de las tremendas cóleras cósmicas que produjeron la formación de la tierra”. El 16 de marzo de 1959 se crea el Municipio José Trinidad Colmenares, en Jurisdicción del Distrito Jáuregui al cual agregaron la comunidad de Coloncito,
Coloncito es la capital del Municipio Panamericano desde el 20 de octubre de 1972. Ubicado en el centro de su geografía territorial, abre a todos los horizontes sus actividades sociales, políticas, educacionales y económicas.

## Etimología
Coloncito es un canto a Colón de las Palmeras Significa hijo de Colón, con este nombre Doña Mercedes Contreras de Chacón quiso perennizar el gentilicio de su tierra natal. Examinada bajo esta luz, la presencia de un fondo agrícola en plena selva hizo que la fundadora colocara sobre un pedestal signado con el sacrificio, el nombre de Coloncito, para revelar su pensamiento, que perpetuaría un acto escondido de silencio.
Así, en los posteriores documentos se registra el nombre de Coloncito, como símbolo de trabajo y laboriosidad. Esta designación no se limitó al primer rancho construido por la señora Mercedes Contreras de Chacón, sino que cobijo todo el vecindario que posterior mente se levantó en el laboreo agrario.

## Geografía

### Ubicación
La situación astronómica del Municipio está determinada por las siguientes coordenadas geográficas: Coloncito: 
Latitud Norte 08º19´31´´ 
Longitud Oeste 72º05´14´´

### Posición geográfica
Se localiza en la llanura fluvio lacustre correspondiente al pie de monte andino que caracteriza el relieve del norte del estado Táchira, posee una extensión de 776 km² y una altitud de 120 msnm. El Municipio limita el norte con el estado Zulia desde la desembocadura del caño Oropito en el Río Jabillo, al sur con el Municipio San Judas Tadeo, Jáuregui y Seboruco, al este con el Municipio Samuel Darío Maldonado, al oeste con el Municipio García de Hevia.

### Límites
Por la vía Panamericana, Coloncito se anexa al radio de influencia que irradia Cúcuta como centro polarizante y nudo fronterizo de Colombia hasta la localidad del Vigía. Otra vinculación que muestra Coloncito con la frontera es la interceptación de las vías hacia Orope y esta hacia Boca de Grita, límite norte del estado Táchira con el Norte de Santander, sector por donde se efectúa un importante intercambio de bienes y servicios entre Venezuela y Colombia.

### Relieve
Se distinguen tres unidades fisiográficas:
-Montañas bajas con desniveles que presentan pendientes abruptas.
-Píe de Monte transición entre la montaña y las zonas de relieve plano.
-Planicie aluvial, relieve horizontal cubierto de pastos y sabanas con altura moderada de 90 a 200 metros, resultantes de la erosión sobre el relieve montañoso.
Corresponde al Municipio Panamericano una planicie aluvial que se halla al sur del Lago de Maracaibo, entre un a amplia franja de la cordillera de Mérida, las montañas de la Depresión del Táchira al oeste y los límites políticos con el estado Zulia. El resto del relieve varía entre conos de deyección, terrazas, colinas y montañas con alturas y pendientes variables. Las áreas de piedemontes y de montañas, muestran signos de erosión fuerte, que podrían agruparse y complicar aún más los actuales problemas de drenaje si no se someten a un uso cuidadoso.
Entre las formaciones montañosas más importantes se mencionan los ramales que parten donde El Páramo de San Telmo en dirección Suroeste hasta alcanzar los cerros Buena Vista, Las Serranías y las alturas del salado.
En la zona del municipio Panamericano se pueden conseguir tres zonas fisiográficas.
1. El conjunto Andino o Cordillera de Mérida.
2. Los Piedemontes (Falda Oriental y Falda Occidental)
3. Los Llanos del sur del Lago de Maracaibo.
1. El Conjunto Andino adquiere su fisonomía definitiva a fines del terciario, cuando ocurren los movimientos tectónicos que lo elevan hasta los niveles presentes; sin embargo su historia geológica comienza fundamentalmente desde el Paleozoico cuando se constituyen los llamados Pre-Andes. En este sentido la columna estratigráfica del conjunto comprende desde rocas paleozoicas hasta formaciones del terciario superior, asentadas sobre un núcleo cristalino Precámbrico.
2. La historia de los Piedemontes comienza entre el Oligoceno y el Plioceno, cuando un espeso manto de sedimentos de origen continental recubrió la parte inferior de los Andes. Los Levantamientos del Plioceno afectaron la Cordillera de Los Andes y al combinarse con cambios climáticos, provocaron procesos erosivos que depositaron enormes conos y derrames, de carácter detrítico; Ambos pies de Los Andes y en los piedemontes están constituidos en su mayor parte de los sedimentos cuaternarios; en algunos sectores principalmente del piedemonte oriental, aparecen afloramientos del terciario.
3. En cuanto a los llanos se trata de depresiones estructurales y topográficas, rellenas con sedimentos aluviales pertenecientes al Pleistoceno superior y al periodo reciente. Dichos aluviones de origen continental, reposan sobre rocas más antiguas

### Clima
El Municipio presenta un meso-clima húmedo tropical con zona identificada como bosque húmedo tropical. Rango de precipitación de 1770 – 1040 m.m; la variación de la temperatura va de 22° a 36 °C, con promedios de 29 °C; la evaporación anual es de 1738 m.m. La temperatura media de Coloncito es de 26,1 °C Precipitación 2100 m.m.

### Orografía
Cerro el Campamento – Mesa de Caquetrira – Cuchilla de San Diego.

### Hidrografía
La red hídrica del Municipio Panamericano cuenta con los siguientes ríos, caños y quebradas de caudal medio abundante: Río Jabillo, Caño Real, La Blanca, Morotuto, Umuquena, Pajitas, Caquetrira, Río Chiquito, Caño la Honda, Domingo, Guayabita, Barrial, Arenosa, Seco, Real, El Mogal, Pajuí, Negro, quebradas la Casiana, La Gota, Canta Rana, El Cerrito, Chispa, Los Caños y quebradas que desembocan en los ríos antes mencionados y estos al Río Grande, que lleva sus aguas al lago de Maracaibo.

### Suelos
El Municipio presenta varios tipos de suelos tales como: Areniscas, lutitas, carbón y areniscas cuarzosas. Estos suelos son muy aptos para el cultivo.

### Vegetación
La vegetación es de tipo bosque húmedo tropical, predominando la vegetación exuberante y frondosa con árboles de raíces tabulares, rectos, lisos, copas apretadas de anchura moderada y estratificada. También existen las altas hierbas, que alcanzan más de 3 metros de altura. Contamos con una variedad de árboles como: Ceiba, Pardillo, Higuerón, Jabilla, Apamate, Guamo, Caoba, Cedro, Cascarillo, La Teca, Árboles frutales: Mamón, Naranjo, Mandarina Limón, Nísperos, Zapote, Pomarrosas. Otras como Lechosa, Caña de Azúcar Brava, Café, Ocumo, Onoto, Albahaca, Sauco, Auyama, Ají Dulce, Cebolla, Escobilla, Fríjol, Girasol; Perejil, Patilla, Piña, Palma, Tomate, Zábila, u otros.

### Fauna
La asociada al tipo de vegetación, no es muy abundante y las especies más comunes son:
-MAMÍFEROS: Venados, Rabipelados, Mono Araguato, Vampiro Oreja de ratón, Ardilla común, Lapas, Picure de monte, Zorro común, Mapurite, Cachicamos, Baquiros, Murciélagos, Tigres y Panteras
-AVES: Rey de los Zamuros, Zamuros, Gavilán Palomero, Guacharacas, Pava de monte, Paloma turca o Rabo Blanco, Periquitos, Lechuzas, Colibríes, Carpinteros, Cucaracheros, Paraulatas, Ronzalitos, Turpiales, Azulejos y Loros, Gallinetas, Garzas, Pico de Plata
-REPTILES: Lagartos, Lagartijas, Tutecas, Ofibios (Traga Venado, Triga, Cazadora, Bejuca, Coral, Cascabel, Macagua o Terciopelo, Mapanare.Caimanes, Babos, Iguanas.
-ANFIBIOS: Sapo común, Rana, Rana verde Acuática. 
-ARTOPRODOS: Cucarachas, Zancudos, Piojos, Escarabajos, Chicharra, Cometen, Chinche, Pulgas. Insectos: Gegén, Grillos, Bachacos, Hormigas, Avispas, Langostas, Moscas, Mariposas, y Abejas, Bobutes.
-ARÁCNIDOS: Araña común, Garrapatas.
-ESCORPIONES: Alacranes, negros y blancos.
-MIRIÁPODOS: Cien pies.
A la anterior clasificación debe agregarse los animales domésticos como las aves de corral, el ganado vacuno, el caballar, mular, asnal, caprino y porcino

### Parroquias
El municipio Panamericano cuenta con dos (02) parroquias, además cuenta con 36 poblaciones.

### Localidades
-Parroquia Coloncito: Los Caños, La Blanca, Pozo Redondo, Santa Cruz, Río Chiquito, La Pluma, Kilómetro 99, Kilómetro el 100, Tira Pajé, El Púlpito, El Cucuy, Guaimarales, La Coromoto y El Caney
-Parroquia La Palmita: Morotuto, La Arenosa, Caracara, El Esfuerzo, 23 de Enero, Caño Blanco, Chispas, Caño Cucharón, Santa Cecilia, Manaquena, Mesa de la Blanquita, Guamas, Pajitas, Microparcelas. La Guala, Puente Tabla, La Romana, El Tecon, La Vega de Morotuto, La Carolina, Rio Grande
| Parroquia              | Superficie | Población   | Densidad       | Capital    |
| ---------------------- | ---------- | ----------- | -------------- | ---------- |
| 1.) Coloncito          | km²        | hab.        | hab./km²       | Coloncito  |
| 2.) La Palmita         | km²        | hab.        | hab./km²       | La Palmita |
| Municipio Panamericano | 776 km²    | 32.180 hab. | 41,47 hab./km² | Coloncito  |

## Transporte
La principal vía de comunicación la constituye la Carretera Panamericana de Coloncito parte la carretera “Norte-Sur” se desprende otra carretera que llega a Orope. De La Panamericana parte una carretera de Ocho km a Umuquena. Además cuenta con numerosos ramales, carreteras que facilitan la comunicación con los numerosos centros de producción agropecuaria.
La situación intermedia dentro de los municipios del eje de la Panamericana motiva la presentación del siguiente cuadro de distancias teniendo como centro a Coloncito.
Punto de destino Coloncito: (distancia en km)
San Cristóbal: 95 km
Maracaibo: 363 km
Barquisimeto: 630 km
Caracas: 911 km
La Grita: 60 km
La Fría: 22 km
La Tendida: 38 km

## Política y gobierno

### Alcalde
| Período     | Alcalde                 | Partido político / Alianza | % de votos | Notas |
| ----------- | ----------------------- | -------------------------- | ---------- | --- |
| 1989 - 1992 | Gerson Ramírez          |                            | 50,77      | Primer alcalde bajo elecciones directas |
| 1992 - 1995 | Gerson Ramírez          |                            | 58,33      | Reelecto |
| 1995 - 2000 | Erasmo Escalante García |                            | -          | Segundo alcalde bajo eleeciones directas (se realizaron elecciones generales adelantadas en el 2000 debido a la aprobación de la Constitución de 1999) |
| 2000 - 2004 | Ciro Garofalo           |                            | 32,32      | Tercer alcalde bajo elecciones directas |
| 2004 - 2008 | Geraldo Luna            |                            | 65,66      | Cuarto alcalde bajo elecciones directas |
| 2008 - 2009 | Lluvane Álvarez         |                            | 50,73      | Quinto alcalde bajo elecciones directas |
| 2009 - 2010 | Pedro Castro            |                            | -          | (Alcalde encargado) El 12 de septiembre de 2009, el Alcalde Lluvane Álvarez fue asesinado por un supuesto grupo paramilitar colombiano. Ante su vacancia por muerte, Pedro Castro del PSUV lo reemplazó como alcalde interino, al ser este presidente del Cámara municipal |
| 2010 - 2013 | Mery Carmona            |                            | 52,58      | Sexta Alcalde bajo elecciones directas (se postergan 1 año las elecciones municipales pautadas para finales del 2012) |
| 2013 - 2017 | Mery Carmona            |                            | 39,04      | Reelecta. Se incorporó a Voluntad Popular en 2017. |
| 2017 - 2021 | Sonia Correa            |                            | 56,11      | Séptimo alcalde bajo elecciones directas |
| 2021 - 2025 | Yonathan Rangel         |                            | 56,61      | Octavo alcalde bajo elecciones directas |
| 2025 - 2029 | Yonathan Rangel         |                            |            | Reelecto |

### Concejo Municipal
Período 1989 - 1992
| Concejales:            | Partido político / Alianza |
| ---------------------- | -------------------------- |
| Alsemo Moreno Mora     | COPEI                      |
| Luis Alberto García    | COPEI                      |
| Isidro Arias           | COPEI                      |
| Luis Eustoquio Gandica | COPEI                      |
| Cosme Álvarez Rojas    | AD                         |
| Francisco Pérez Roa    | AD                         |
| Esperanza Prieto Ávila | AD                         |

Período 1992 - 1995
| Concejales:             | Partido político / Alianza |
| ----------------------- | -------------------------- |
| Felo Fariña             | COPEI                      |
| Marleny Hernández       | COPEI                      |
| Adelis Contreras        | COPEI                      |
| Claret Gandica          | COPEI                      |
| Nelson Pérez            | COPEI                      |
| José Sandoval           | AD                         |
| Erasmo Escalante García | AD                         |

Período 1995 - 2000
| Concejales:          | Partido político / Alianza |
| -------------------- | -------------------------- |
| Luis Alberto Duque   | AD                         |
| José Adolfo Rivas    | AD                         |
| Luis Fernando Urbina | AD                         |
| José Domingo Guaima  | AD                         |
| José Luis Cañas      | COPEI                      |
| Manuel Marquez       | COPEI                      |
| Luis Alberto García  | COPEI                      |

Período 2000 - 2005
| Concejales:            | Partido político / Alianza |
| ---------------------- | -------------------------- |
| Victor Villamizar      | COPEI                      |
| José Medina            | COPEI                      |
| José Eleazar Contreras | COPEI                      |
| Jhonny Sánchez         | COPEI                      |
| Domingo Fariña         | CONVERGENCIA               |
| Domingo Zambrano       | AD                         |
| Alcides Perez          | MVR                        |

Período 2005 - 2013
| Concejales:      | Partido político / Alianza |
| ---------------- | -------------------------- |
| Joffer Semprún   | MVR                        |
| Hulfrido Osorio  | MVR                        |
| Marco Rodríguez  | MVR                        |
| Edwin Omaña      | MVR                        |
| Pedro Castro     | MVR                        |
| Antonio Quintero | MVR                        |
| José Pineda      | MVR                        |

Período 2013 - 2018
| Concejales:       | Partido político / Alianza |
| ----------------- | -------------------------- |
| Johan Morett      | MUD                        |
| Dinier Sanchez    | MUD                        |
| José Adolfó Rivas | MUD                        |
| Jhonny Sanchez    | MUD                        |
| Ana Garcia        | PSUV                       |
| Iraida Rojas      | PSUV                       |
| Belkys Aldana     | PSUV                       |

Período 2018 - 2021
| Concejales:      | Partido político / Alianza |
| ---------------- | -------------------------- |
| Idania Oliveros  | PSUV                       |
| Arelis Peñaloza  | PSUV                       |
| Antonio Roa      | PSUV                       |
| Fredy Vivas      | PSUV                       |
| Maria Rivera     | PSUV                       |
| Ana Maria García | PSUV                       |
| Marco Prato      | PSUV                       |

Período 2021 - 2025
| Concejales:     | Partido político / Alianza |
| --------------- | -------------------------- |
| Alirio Balbuena | AD                         |
| Marcos Nuñez    | AD                         |
| Jenifer Chautre | AD                         |
| José Mora       | EL CAMBIO                  |
| Jhon Guerrero   | AD                         |
| Jose Sánchez    | PSUV                       |
| Idania Oliveros | PSUV                       |